# Ecnomiohyla rabborum
Ecnomiohyla rabborum es una especie de anfibio anuro de la familia Hylidae. Es endémica de El Valle de Antón, Panamá. Su rango altitudinal oscila entre 900 y 1150 m s. n. m..
Se encuentra gravemente amenazada de extinción por la pérdida de su hábitat natural y por la quitridiomicosis. Con la muerte del último ejemplar en cautividad se hipotetiza que pueda estar extinta, al no haberse observado en el medio natural su presencia durante los últimos años.